# Holly Bradshaw
Holly Bethan Bradshaw (née Bleasdale, le 2 novembre 1991 à Preston) est une athlète britannique spécialiste du saut à la perche.

## Carrière

### Débuts
Elle établit un nouveau record national junior en juin 2010 avec 4,35 m. Elle participe peu après aux Championnats du monde juniors de Moncton, au Canada, et s'adjuge la médaille de bronze avec 4,15 m dans un concours dominé par la Suédoise Angelica Bengtsson.
En 2011, la Britannique est éliminée dès les qualifications lors des Championnats d'Europe en salle de Paris-Bercy, et se classe par ailleurs cinquième des Championnats d'Europe par équipes. Début juillet 2011 à Mannheim, Holly Bleasdale établit un nouveau record du Royaume-Uni du saut à la perche en franchissant une barre à 4,70 m, améliorant de dix centimètres l'ancienne meilleure marque nationale détenue par sa compatriote Kate Dennison. Elle se classe deuxième du British Grand Prix de Birmingham, quatrième étape de la Ligue de diamant 2011, derrière l'Allemande Silke Spiegelburg, avec un saut à 4,61 m. Elle participe aux Championnats d'Europe espoirs d'Ostrava et remporte le titre continental avec une barre à 4,55 m. 

### 4,87 m et médaille de bronze mondiale (2012)

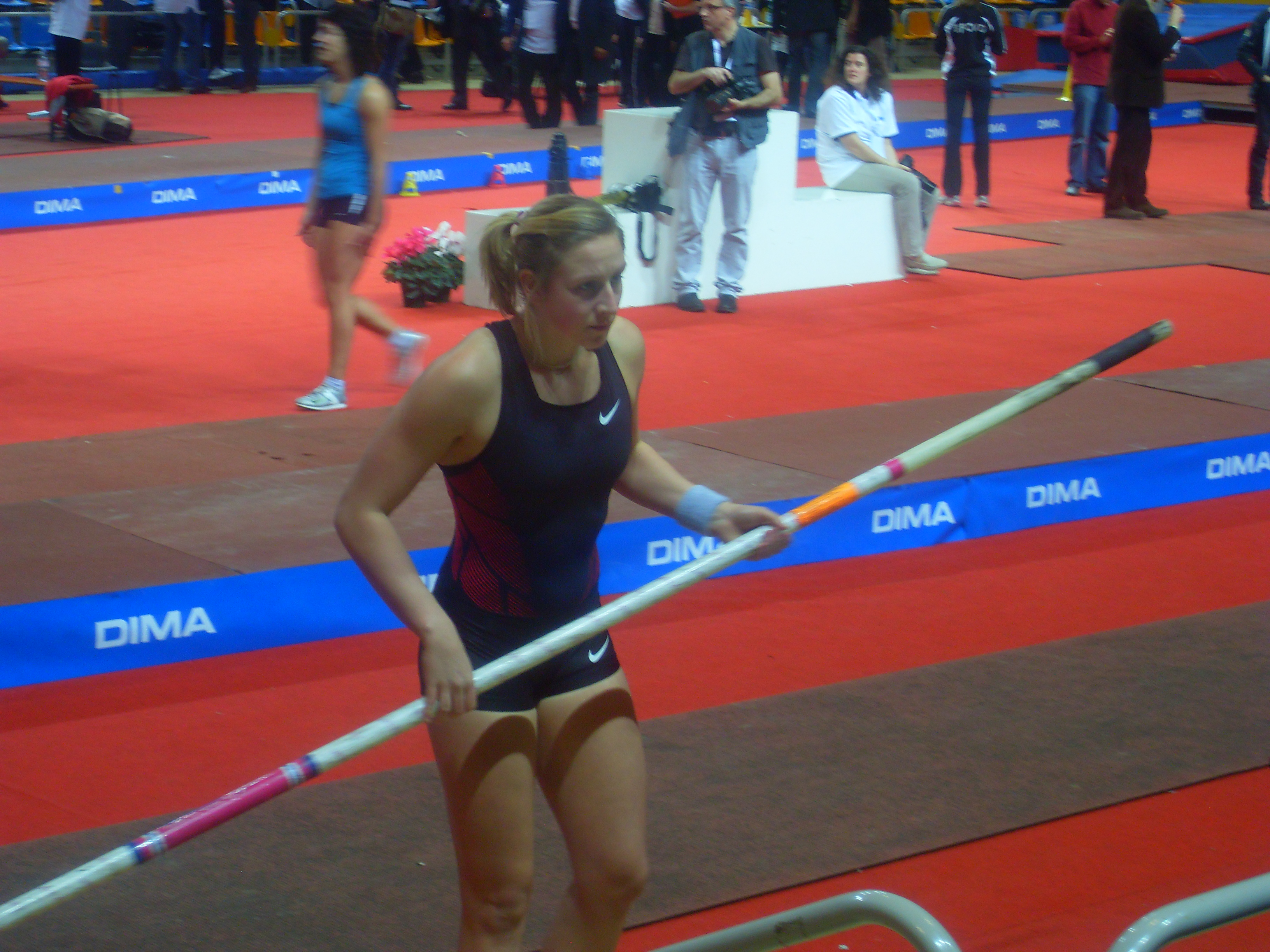
Holly Bleasdale en décembre 2011 lors de son record en salle à Orléans.

Holly Bleasdale commence sa saison en salle lors d'un meeting du Perche Élite Tour à Orléans en décembre 2011 où elle franchit 4,71 m, remportant ainsi le concours devant Vanessa Boslak (4,51 m) et établissant un nouveau record du Royaume-Uni. Bleasdale confirme ensuite dans ce même circuit lors du meeting Capitale Perche se déroulant à Aubière, elle y franchit 4,52 m et remporte aux essais le concours, toujours devant Boslak. Lors du meeting de Villeurbanne du Perche Élite Tour 2012, elle remporte le meeting avec un triplé britannique (Kate Dennison et Sally Peake complétant le podium) et bat de nouveau le record du Royaume-Uni en salle mais cette fois-ci à trois reprises, franchissant 4,72 m, 4,80 m puis 4,87 m. Cette performance fait d'elle la deuxième meilleure sauteuse en salle de tous les temps derrière Yelena Isinbayeva, mais sa tentative de record du monde qui suit (la barre était à 5,01 m) échoue malgré un bon essai ; dans le même temps, sa rivale indirecte, Isinbayeva, réalise  4,70 m à Volgograd, sa ville natale mais échoue à trois reprises à 4,80 m malgré deux changements de perches.
Bleasdale doit sauter le 8 février à Bydgoszcz contre entre autres Isinbayeva, mais entre-temps, le 4, Jennifer Suhr que Bleasdale a délogé de la place de deuxième meilleure sauteuse de tous les temps en salle, franchit 4,88 m. Lors de cette compétition, Bleasdale, malgré une barre franchie à 4,68 m comme sa rivale russe, est battue aux essais, et ce alors qu'Isinbayeva a commencé son concours à la même hauteur : 4,68 m. Elle participe aux Championnats du monde en salle d'Istanbul où elle remporte la médaille de bronze avec un saut à 4,70 m. Elle est devancée par Yelena Isinbayeva (4,80 m) et aux essais par la Française Vanessa Boslak. 
Le 24 juin, elle améliore son propre record national d'un centimètre, le portant à 4,71 m. Elle fait l'impasse sur les Championnats d'Europe d'Helsinki pour pouvoir se concentrer sur les Jeux olympiques de Londres. Lors de ces jeux, elle réalise une contre-performance en ne se classant que sixième avec une barre à 4,45 m maitrisée à son troisième essai. 

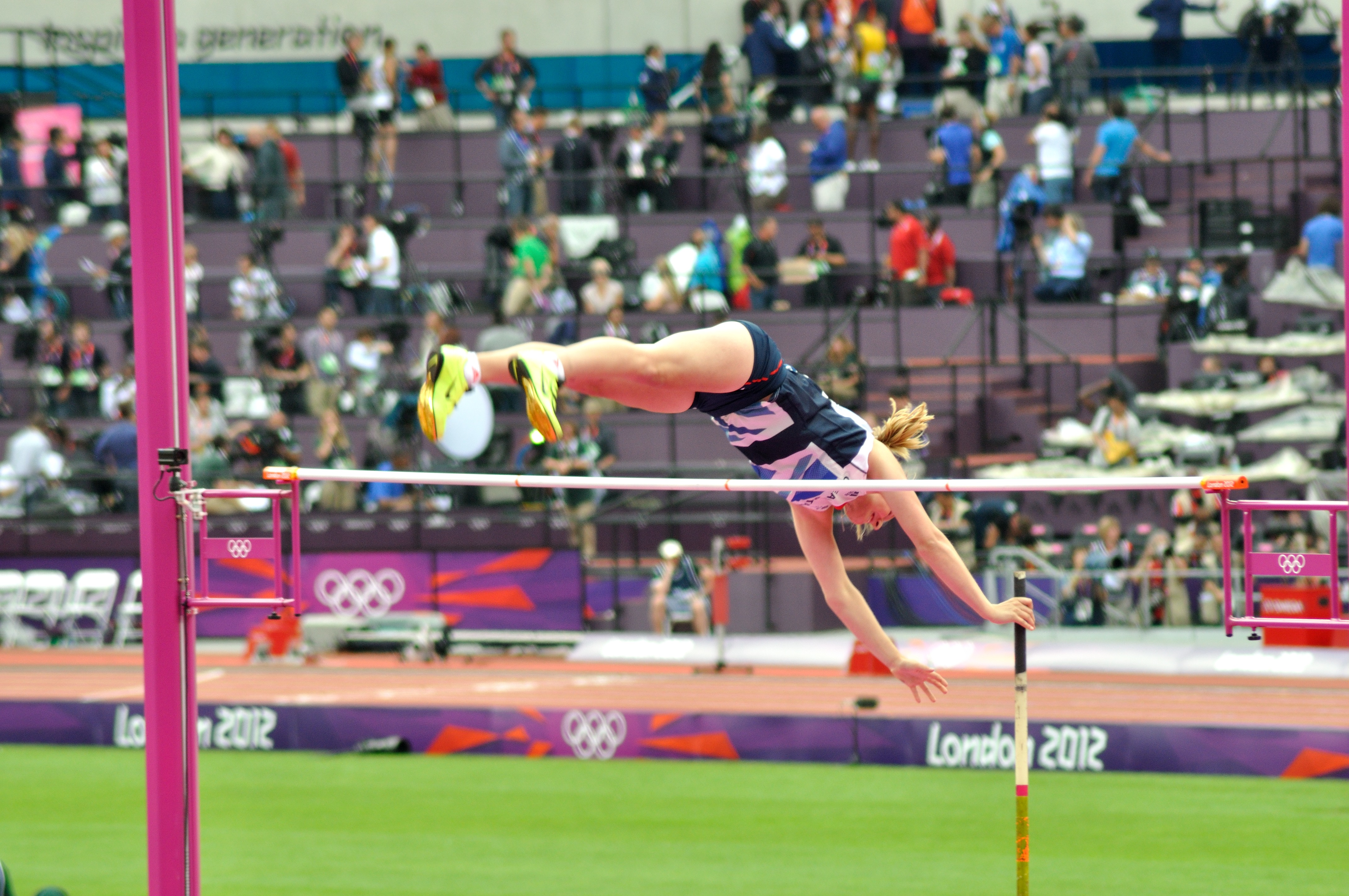
Holly Bradshaw en finale des Jeux olympiques de Londres en 2012

### Championne d'Europe en salle (2013)
Lors de la saison hivernale, la Britannique réalise 4,77 m à Sheffield : c'est la meilleure performance européenne de l'année et la troisième mondiale. Elle fait donc figure de favorite pour les Championnats d'Europe en salle où elle détient d'ailleurs également une performance à 4,75 et à 4,70 m. Lors de ces championnats, Holly Bleasdale franchit 4,67 m à son ultime essai avant d'échouer à 4,72 m. En parfait égalité avec la Polonaise Anna Rogowska, championne du monde 2009 et championne d'Europe en salle en titre, les deux femmes décident de tout jouer lors des barrages alors qu'elles avaient la possibilité de remporter toutes les deux la médaille d'or. Les deux échouent une nouvelle fois à 4,72 m et la barre se place ensuite à 4,67 m : Rogowska échoue tandis que Bleasdale franchit. La Britannique remporte donc son premier titre international senior.
Durant la saison estivale, elle ne franchit que 4,60 m à Phoenix. Blessée durant le reste de la saison, elle ne participe à aucun autre concours et annule ses Championnats du monde de Moscou.

### Retour (2015)
En mars 2014, Holly Bleasdale participe aux Championnats du monde en salle où elle est médaillée de bronze en titre : détenant une meilleure performance de la saison à 4,73 m, l'Anglaise ne se classe que neuvième de la finale avec 4,55 m. Elle met sa carrière entre parenthèses lors de la saison estivale pour se consacrer à son mariage et désormais devenir Madame Bradshaw. 
En 2015, elle fait son retour sur les pistes. Elle franchit notamment 4,55 m par deux fois, dont lors des Championnats nationaux. Avec ces performances, elle valide son ticket pour les Championnats du monde de Pékin. Lors de ceux-ci, elle égale ces 4,55 m pour se qualifier en finale. Lors de cette finale, elle se classe septième avec 4,70 m réalisés au premier essai, avant d'échouer à 4,80 m.
Le 25 juin 2016, Bradshaw remporte les Championnats nationaux avec un saut à 4,60 m, avant d'échouer par trois fois à 4,72 m dans une tentative de record du Royaume-Uni. Le 19 août, la Britannique se classe 5e de la finale des Jeux olympiques de Rio avec un saut à 4,70 m, sa meilleure performance de la saison.
Le 31 août suivant, lors du Weltklasse Zurich dans la gare de la ville, Bradshaw franchit 4,76 m, son meilleur saut depuis 2012.

### Record de Grande-Bretagne après 5 ans (2017)
Après avoir fait l'impasse sur la saison en salle, Holly Bradshaw commence sa saison estivale le 6 mai lors du meeting de Doha où elle réalise avec 4,55 m les minimas pour les Championnats du monde de Londres.
Le 26 mai 2017, lors du meeting de Manchester, la Britannique établit un nouveau record du Royaume-Uni avec une marque de 4,72 m puis réalise ensuite 4,80 m, améliorant ainsi de 9 centimètres sa meilleure marque réalisée en 2012. Il s'agit par ailleurs de la meilleure performance européenne de l'année égalée (Ekateríni Stefanídi le 6 mai 2017).
Le 15 juillet, elle ajoute 1 centimètre à son propre record, réalisant 4,81 m au meeting de Rottach-Egern. Le 6 août, elle termine 6e de la finale des championnats du monde de Londres (4,65 m) et quitte la compétition en larmes et le cœur brisé.
Le 9 août 2018, en finale des championnats d'Europe de Berlin, Holly Bradshaw remporte sa première médaille internationale depuis 2013 et terminant 3e avec 4,75 m, derrière les Grecques Ekateríni Stefanídi (4,85 m) et Nikoléta Kiriakopoúlou (4,80 m).
Elle se classe 4e des championnats du monde 2019 avec 4,80 m.
Le 6 février 2021, elle saute 4,85 m à Rouen, le second meilleur saut de sa carrière, derrière ses 4,87 m réalisés en 2012.

## Palmarès
| Date | Compétition                       | Lieu             | Résultat | Marque |
| ---- | --------------------------------- | ---------------- | -------- | ------ |
| 2010 | Championnats du monde juniors     | Moncton          | 3e       | 4,15 m |
| 2011 | Championnats d'Europe par équipes | Stockholm        | 5e       | 4,40 m |
| 2011 | Championnats d'Europe espoirs     | Ostrava          | 1re      | 4,55 m |
| 2012 | Championnats du monde en salle    | Istanbul         | 3e       | 4,70 m |
| 2012 | Jeux olympiques                   | Londres          | 6e       | 4,45 m |
| 2013 | Championnats d'Europe en salle    | Göteborg         | 1re      | 4,67 m |
| 2013 | Championnats d'Europe par équipes | Gateshead        | finale   | NM     |
| 2014 | Championnats du monde en salle    | Sopot            | 9e       | 4,55 m |
| 2015 | Championnats du monde             | Pékin            | 7e       | 4,70 m |
| 2016 | Jeux olympiques                   | Rio de Janeiro   | 5e       | 4,70 m |
| 2017 | Championnats du monde             | Londres          | 6e       | 4,65 m |
| 2018 | Jeux du Commonwealth              | Gold Coast       | 4e       | 4,60 m |
| 2018 | Coupe du monde                    | Londres          | 1re      | 4,75 m |
| 2018 | Championnats d'Europe             | Berlin           | 3e       | 4,75 m |
| 2019 | Championnats d'Europe en salle    | Glasgow          | 2e       | 4,75 m |
| 2019 | Ligue de diamant                  | Ligue de diamant | 5e       | 4,70 m |
| 2019 | Championnats du monde             | Doha             | 4e       | 4,80 m |
| 2021 | Championnats d'Europe en salle    | Toruń            | 3e       | 4,65 m |
| 2021 | Jeux olympiques                   | Tokyo            | 3e       | 4,85 m |

## Records
| Épreuve          | Épreuve   | Marque      | Lieu         | Date            |
| ---------------- | --------- | ----------- | ------------ | --------------- |
| Saut à la perche | Plein air | 4,90 m (NR) | Manchester   | 26 juin 2021    |
| Saut à la perche | En salle  | 4,87 m (NR) | Villeurbanne | 21 janvier 2012 |

### Progression
| Marque | Lieu          | Date            |
| ------ | ------------- | --------------- |
| 4,90 m | Manchester    | 26 juin 2021    |
| 4,81 m | Rottach-Egern | 15 juillet 2017 |
| 4,80 m | Manchester    | 26 mai 2017     |
| 4,71 m | Birmingham    | 24 juin 2012    |
| 4,70 m | Mannheim      | 2 juillet 2011  |
| 4,35 m | Birmingham    | 26 juin 2010    |
| 4,05 m | Manchester    | 21 juin 2009    |
| 2,30 m |               | 2007            |

| Marque | Lieu         | Date             |
| ------ | ------------ | ---------------- |
| 4,87 m | Villeurbanne | 21 janvier 2012  |
| 4,71 m | Orléans      | 10 décembre 2011 |
| 4,50 m | Bydgoszcz    | 16 février 2011  |
| 4,50 m | Sheffield    | 6 février 2011   |
| 3,10 m |              | 2008             |